# Данило (ім'я)
Данило — українське біблійне чоловіче ім'я, поширене в азійських країнах, походить від івр. דָּנִיֵּאל, Даніель, «Бог мій суддя». Існує рідковживана жіноча форма імені — Даниїла.
- Розмовні та зменшувальні форми: Дани́лко, Дани́лонько, Дани́лочко, Да́ня, Данько, Да́нцьо, Дану́сик та інші[1].

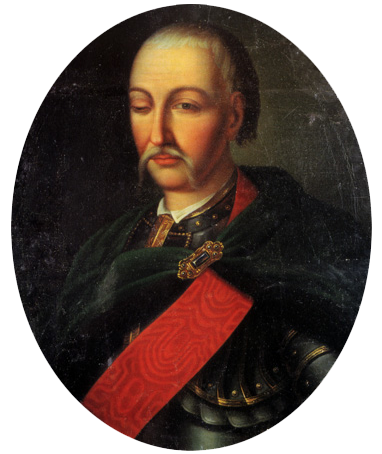
Данило Апостол, український військовий, політичний і державний діяч. Гетьман Війська Запорозького

## Іншомовні аналоги
А — араб. دانيال; 
        англ. Daniel; 

Б — біл. Даніла; 

Д — дан. Daniel; 

І  — ісп. Daniel; 

К — кит.: 但以理; 

Л — лат. Daniel; 
        лит. Danielius; 

Н — нюн. Daniel; 
        норв. Daniel; 

П — пол. Daniel; 
        порт. Daniel; 

Р — рос. Даниил; 

С — словац. Daniel; 
        серб. Данило; 

У — укр. Данило; 

Ф — фр. Daniel; 
        фін. Daniel 

Ч — чеськ. Daniel; 

Ш — швед. Daniel; 

Я — яп. ダニエル

## Відомі люди з ім'ям Данило
- Даниїл (пророк) — біблійний древнєєврейський пророк. Книга пророка Даниїла — одна з пророчих книг Старого Заповіту
- Даниїл Паломник — ігумен одного з чернігівських монастирів, що відвідав на початку XII ст. Палестину (1106-07 рр.) й описав свою подорож у творі, що носить у рукописах заголовок «Житіє і ходіння Данила, Руської землі ігумена» (Життя і ходіння Даниїла), де точний опис топографії Палестини поєднується з легендарно-апокрифічними матеріалами, запозиченими з усних розповідей та писемних джерел
- Данило Галицький — руський князь з династії Романовичів, правитель Галицько-Волинського князівства. Князь волинський (1211—1264), галицький (1211—1264), київський (1240). Син князя Романа II Великого з династії Рюриковичів
- Данило Виговський — бихівський полковник, брат гетьмана Івана Виговського, зять Богдана Хмельницького
- Данило Апостол — український військовий, політичний і державний діяч. Гетьман Війська Запорозького, голова козацької держави на Лівобережній Україні (1727—1734). Представник козацького роду Апостолів
- Данило Терпило — (отаман Зелений) — український революціонер, повстанський отаман
- Данило Скоропадський — український політичний і громадський діяч, син Гетьмана Павла Скоропадського, Гетьманич, лідер та провідник гетьманського руху у 1948-57 рр
- Даниїла Байко — українська співачка, учасниця вокального тріо сестер Байко, народна артистка України
- Даниїла Данилівна Мельник, уроджена Гулик (1943–2020) — дитячий хірург, професор Томського медінституту, дочка селян зі Львівщини, вивезених більшовиками до Сибіру